# Aristolochia linnemannii
Aristolochia linnemannii Warb. – gatunek rośliny z rodziny kokornakowatych (Aristolochiaceae Juss.). Występuje endemicznie w Papui-Nowej Gwinei.

## Morfologia
PokrójPnącze o trwałych i zdrewniałych pędach. Dorasta do 6 m wysokości.
LiścieSą potrójnie klapowane. Mają trójkątny lub deltoidalny kształt. Mają 5–8 cm długości oraz 4,5–6 cm szerokości. Nasada liścia ma prawie sercowaty kształt. Całobrzegie, z ostrym lub spiczastym wierzchołkiem. Ogonek liściowy jest nagi i ma długość 1,5–2,5 cm.
KwiatyZebrane są w gronach o długości 1 cm. Mają wygięty kształt. Łagiewka jest prawie kulista.
OwoceTorebki o elipsoidalnym kształcie. Mają 2,5 cm długości i 1,7–2,5 cm szerokości.

## Biologia i ekologia
Rośnie w zaroślach. Występuje na terenach nizinnych.